# Station Warszawa Okęcie
Station Warszawa Okęcie is een spoorwegstation in het stadsdeel Ursynów in de Poolse hoofdstad Warschau.